# جماعة ضغط
جماعات التأييد المعروفة أيضًا باسم جماعات الضغط أو اللوبي أو جماعات الحملات أو جماعات المصالح أو جماعات الاهتمامات الخاصة، تستخدم أشكالًا متنوعة من التأييد للتأثير على الرأي العام وقد تؤثر على السياسة. وقد أدت دورًا مهمًا في عملية تطوير الأنظمة السياسية والاجتماعية وما زالت. وتتباين الجماعات كثيرًا من حيث الحجم والتأثير والدافع؛ فبعضها لديه العديد من الأهداف الاجتماعية الطويلة المدى، والبعض الآخر متخصصة أو نشأت كرد فعل لقضية أو مسألة حالية.
يمكن أن تستند دوافع العمل إلى موقف سياسي أو عقائدي أو أخلاقي أو تجاري مشترك. وتستخدم الجماعات أساليب مختلفة لمحاولة تحقيق أهدافها، وتتضمن الضغط السياسي والحملات الإعلامية والحيل الدعائية والاستفتاءات والأبحاث وجلسات إحاطة السياسات. وتحظى بعض الجماعات بدعم مؤسسات تجارية قوية أو مصالح سياسية، وتؤثر بشكل كبير على العملية السياسية، وهناك جماعات أخرى تمتلك القليل من هذه الموارد.
تطورت بعض الجماعات إلى مؤسسات اجتماعية أو سياسية مهمة أو حركات اجتماعية. وقد اتهمت بعض جماعات الضغط السياسي القوية بالتلاعب في النظام الديمقراطي من أجل تحقيق مكسب تجاري محدود. ووُجدت في بعض الحالات مذنبة بارتكاب جرائم فساد وغش ورشوة وجرائم خطيرة أخرى. ونتيجةً لذلك، أصبحت ممارسة الضغط السياسي أكثر تنظيمًا. وقد تستخدم الجماعات التي تمتلك موارد مالية قليلة الضغط المباشر والعصيان المدني، وتُتهم في بعض الحالات بأنها تشكل تهديدًا على النظام الاجتماعي أو أن أعضاءها «متطرفون محليون». بدأت الأبحاث في استكشاف كيفية استخدام جماعات التأييد للوسائط الاجتماعية في تسهيل المشاركة المدنية والعمل الجماعي.

## نظرة عامة
جماعة التأييد هي جماعة أو منظمة تحاول جاهدةً التأثير على الحكومة، ولكنها لا تمتلك سلطة عليها. ويمكن تكوين جماعة لتأييد قضية واحدة، والتي يكون أحيانًا ردًا على حدث أو تهديد واحد وقع. في بعض الحالات، تدخل المبادرات المؤيدة في الأساس من جماعات التأييد لاحقًا ضمن النظام بصفتها عناصرًا مهمًا للحياة المدنية (مثلاً، التعليم العالمي أو تنظيم الأطباء - انظر أدناه لمزيد من التفاصيل). ويمكن تشكيل جماعات تمثل مصالح واسعة النطاق لمجموعة من الأفراد بهدف إفادتهم على مدى فترة زمنية مطولة وبطرق عديدة، ومن أمثلة ذلك منظمات المستهلكين والروابط المهنية والنقابات المهنية واتحادات نقابات العمال.

### الأنشطة
توجد أنواع متعددة للغاية من جماعات التأييد، وذلك بناءً على أنشطتها الأكثر وضوحًا.
- منظمات مكافحة التشهير والتي تصدر ردودًا أو انتقادات على الازدراءات الحقيقية أو المزعومة من أي نوع (تتضمن الكلام أو العنف) الصادرة من فرد أو مجموعة ضد فئة معينة من الشعب تم تأسيس المنظمة لتمثيلها.
- المجموعات الرقابية التي يهدف تأسيسها إلى مراقبة أو تقييم الأفعال أو وسائل الإعلام من خلال منافذ متعددة، وذلك في كل من الحكومة والشركات. ويمكنها أيضًا إعداد قواعد بيانات بالشخصيات والمؤسسات والمنتجات والأنشطة لتقديم تغطية وتقييم لقيمة أو مدى قابلية استمرار مثل هذه الكيانات في الديموغرافيات المستهدفة.
- جماعات الضغط السياسي عبارة عن لوبي لتغيير قانون أو الإبقاء على قانون معين، وتمول الشركات الكبرى جماعات ضغط سياسي مهمة للغاية ومؤثرة على المشرعين؛ مثلاً في الولايات المتحدة وفي المملكة المتحدة حيث ظهر اللوبي لأول مرة. وتمتلك بعض جماعات الضغط السياسي موارد مالية ضخمة تحت تصرفها. وينظم عمل اللوبي لإيقاف أسوأ الانتهاكات التي يمكن أن تتطور إلى فساد. في الولايات المتحدة، تميز دائرة ضريبة الدخل بوضوح بين الضغط السياسي والتأييد.[5]
- توفر صناديق الدفاع القانوني تمويلًا للدفاع القانوني الأفراد أو الجماعات ذات الصلة باهتماماتهم الخاصة أو الديموغرافيا المستهدفة أو اتخاذ الإجراء القانوني ضدهم. وعادةً ما يصحب ذلك تقديم واحدة من جماعات التأييد المذكورة أعلاه صديق المحكمة إذا كانت القضية المعرضة للخطر تخدم مصالح كل من صندوق الدفاع القانوني وجماعات تأييد أخرى.

### الأنواع
يمكن تصنيف المنظمات على غرار عناصر التجارة الثلاثة: أصحاب العمل والعاملين والمستهلكين.
- تمثل منظمات أصحاب الأعمال مصالح مجموعة من الشركات في نفس المجال.
- تدعم المنظمات المهنية أو العمالية المصالح المهنية والاقتصادية لعمال مهنة أو مجال أو تجارة معينة، وذلك عبر التفاعل مع الحكومة وتجهيز حملات إعلانية أو ترويجية أخرى للعامة. وتقدم مثل هذه الجماعات أيضًا خدمات للأعضاء، مثل الدعم الوظيفي والتدريب والأنشطة الاجتماعية المنظمة.[6] وتختلف هذه الأهداف عن أهداف الجهاز التنظيمي لمهنة مستقلة، الذي يمنح التراخيص ويراقب ممارسيها بهدف تلبية مصالح العامة.[7] ولا تتعامل مؤسسة التأييد بشكل مباشر مع أصحاب الأعمال مثلما يفعل اتحاد نقابة العمال.
- تؤسَّس منظمات المستهلكين لحماية الناس من تعسف المؤسسات وتعزيز الممارسات التجارية العادلة وإنفاذ حقوق المستهلكين.

## التأثير
في معظم الديمقراطيات الليبرالية، تميل جماعات التأييد إلى استخدام البيروقراطية بصفتها قناة التواصل الرئيسية للتأثير - لأنه هنا تكمن قوة اتخاذ القرارات في الديمقراطيات الليبرالية. وتهدف جماعات الضغط هنا إلى محاولة التأثير على أحد أعضاء السلطة التشريعية لدعم قضيتهم من خلال التصويت بقرار لصالحهم في المجلس التشريعي. وعمومًا، يقتصر الوصول إلى قناة التواصل هذه على الجماعات الداخلية (المطلعة على الأسرار الداخلية)، مثل الشركات الكبرى واتحادات النقابات العمالية - هذا ومن غير المحتمل أن تتمكن الجماعات الخارجية (غير المطلعة على الأسرار الداخلية) من مقابلة الوزراء أو غيرهم من الأعضاء البيروقراطيين لمناقشة الأمور السياسية معهم. وما ينبغي استيعابه بشأن الجماعات المؤثرة على البيروقراطية هو أن «العلاقة الجوهرية هنا (في البيروقراطية) غالبًا ما تكون بين كبار البيروقراطيين ومصالح المؤسسات التجارية أو الصناعية الرائدة». وهذا يدعم الرأي القائل بأن الجماعات التي تمتلك موارد مالية ضخمة تحت تصرفها ستكون أقدر بشكل عام على التأثير على عملية اتخاذ الحكومة للقرارات. وترجع المزايا التي تختص بها المؤسسات التجارية الضخمة بشكل أساسي إلى حقيقة كونها من كبار المنتجين في اقتصاد دولهم، وبالتالي فإن مصالحهم مهمة بالنسبة للحكومة؛ نظرًا لأن إسهاماتهم في الاقتصاد مهمة. وفقًا لجورج مونبيوت، تعزز تأثير الشركات التجارية الكبرى نتيجة «السهولة البالغة التي تستطيع من خلالها الشركات نقل الإنتاج والاستثمار في الاقتصاد العالمي». وهذا يشير إلى أنه في هذا العالم المتطور باستمرار، تلعب الشركات الكبرى دورًا كبيرًا في التأثير على البيروقراطية، وبالتالي على عملية اتخاذ الحكومة للقرارات.
يمكن أن تؤثر جماعات التأييد أيضًا في المجتمع عن طريق تشكيل ضغط سياسي. وتستطيع الجماعات التي تمتلك موارد اقتصادية ضخمة تحت تصرفها توظيف أعضاء محترفين في الضغط السياسي لمحاولة فرض تأثيرهم على المجتمع. ومن أمثلة هذه الجماعات المنظمة المدافعة عن البيئة السلام الأخضر؛ حيث تستعين تلك المنظمة (والتي يزيد دخلها عن 50 مليون دولار) بالضغط السياسي لكسب الدعم السياسي لحملاتها. وتثير مشكلات بيئية بهدف ترجمتها إلى سياسات، مثل حث الحكومة على استخدام الطاقة البديلة وإعادة التدوير.
علاوة على ذلك، يمكن أن تستخدم جماعات التأييد الفرع القضائي من الحكومة في التأثير. وفي الدول حيث يستحيل على المحاكم الاعتراض على التشريعات مثل المملكة المتحدة، تكون جماعات الضغط محدودة التأثير. ولكن في الدول التي لديها دساتير مدونة مثل الولايات المتحدة، يكون تأثير جماعة الضغط أكبر بكثير. على سبيل المثال، في عام 1954 مارست الجمعية الوطنية للنهوض بالملونين (NAACP) ضغوطًا سياسية على مجلس توبيكا للتعليم، حيث جادلت بأن التفرقة في التعليم بناءً على العرق ليست أمرًا دستوريًّا. ونتيجةً للضغط الجماعي من الجمعية الوطنية للنهوض بالملونين، قضت المحكمة العليا بالإجماع بأن التفرقة العنصرية في التعليم ليست دستورية بالفعل، وأن مثل هذه الممارسات محظورة. وهذا مثال حديث على كيفية تأثير جماعات الضغط على الفرع القضائي في الحكومة.
يمكن أن تؤثر جماعات التأييد أيضًا على الأحزاب السياسية. والطريقة الرئيسية التي تتبناها الجماعات للقيام بذلك هو من خلال تمويل الحملات الانتخابية؛ ففي المملكة المتحدة مثلًا، كثيرًا ما تموَّل الحملات الانتخابية لأحزاب المحافظين من الشركات الكبرى، حيث تعكس العديد من حملات هذه الأحزاب مصالح الشركات. كذلك كانت حملة إعادة انتخاب جورج دبليو بوش في عام 2004 أغلى حملة انتخابية في تاريخ الولايات المتحدة، وكانت ممولة بشكل أساسي من الشركات الكبرى والمصالح الصناعية التي مثلتها إدارة بوش في الحكومة. وبالعكس، كثيرًا ما تموَّل الأحزاب اليسارية من الاتحادات العمالية المنظمة؛ فمثلًا عند تأسيس حزب العمل لأول مرة، كان ممولًا في الغالب من اتحادات النقابات العمالية. وفي الواقع، كثيرًا ما يكون تأسيس الأحزاب السياسية ناتجًا عن ضغط جماعي؛ فمثلًا تأسس حزب العمل في المملكة المتحدة نتيجة حركة اتحاد نقابة العمال الجديدة التي مارست ضغطًا سياسيًّا من أجل حقوق العمال.
بالإضافة إلى ذلك، تستطيع جماعات التأييد التأثير من خلال القنوات المنفصلة عن الحكومة أو الهيكل السياسي، مثل وسائل الإعلام وعبر تنظيم حملات الرأي العام. وستستخدم جماعات الضغط بعض الأساليب، مثل الاحتجاج وتقديم عرائض والعصيان المدني في محاولة للتأثير على الديمقراطيات الليبرالية. وتستعين عمومًا بأسلوبين مميزين عند محاولة التلاعب بوسائل الإعلام - إما ستلجأ إلى حقيقة كونها غير مطلعة على الأسرار الداخلية وتستغل عدم قدرتها على الوصول إلى قنوات التأثير الأخرى لكسب التعاطف أو ربما ستلجأ إلى جدول أعمال أكثر أيديولوجية. تقليديًا، كانت اتحادات النقابات العمالية من أوائل الأمثلة على هذه الجماعات؛ والتي كانت تدعى «العضلة الصناعية». وتقوم اتحادات النقابات العمالية بحملات في شكل أعمال صناعية ومسيرات للمطالبة بحقوق العمال، وقد نجحت هذه الحملات في كسب المزيد من اهتمام الإعلام والتعاطف مع قضيتهم. في الولايات المتحدة، حازت حملة الحقوق المدنية على معظم شهرتها من العصيان المدني الذي قامت به؛ حيث يقوم الأمريكان من أصل إفريقي ببساطة بالتمرد على قوانين التمييز العنصري ليواجهوا العنف ورد الفعل العنصري من الشرطة والأمريكان البيض. وهكذا، تقوم بإذاعة هذا العنف وتلك العنصرية في جميع أرجاء العالم لتظهر للعالم كيف هي «الحرب» العنصرية غير المتعادلة في أمريكا. وبفضل حملة الحقوق المدنية، استؤصلت العنصرية الراسخة في الولايات المتحدة تقريبًا، لدرجة أن يتولى رئاسة أمريكا الآن رئيس أمريكي من أصول إفريقية.
برز تأثير جماعات التأييد أيضًا في الهيئات فوق القومية التي ظهرت مع العولمة، خاصةً تلك الجماعات التي تمتلك هيكلاً عالميًا مثل مؤسسة «السلام الأخضر»، التي تستطيع التكيف مع العولمة بشكل أفضل. على سبيل المثال، توجد مكاتب لمؤسسة «السلام الأخضر» في أكثر من 30 دولة، ويبلغ دخلها السنوي 50 مليون دولار. واستطاعت مثل هذه الجماعات تأمين طبيعة تأثيرها من خلال اكتساب مكانتها بين المنظمات غير الحكومية (NGOs)، ويراقب العديد منها أعمال الأمم المتحدة والاتحاد الأوروبي من مكاتبها الدائمة في أمريكا وأوروبا. يمكن أن تمارس الصناعات فوق القومية ضغطًا جماعيًّا بعدة طرق: «من خلال الضغط السياسي المباشر من قِبل الشركات الكبرى والهيئات التجارية الوطنية وجمعيات» القمة«، مثل المائدة المستديرة للصناعيين الأوروبيين».

## جماعات التأييد المؤثرة
شهد التاريخ العديد من جماعات التأييد المهمة، ويمكن أن يعد بعضها عاملًا بديناميكيات مختلفة، والأفضل وصفها بأنها حركات اجتماعية. وتلك بعض الجماعات البارزة التي تعمل في أجزاء متفرقة من العالم:
- لجنة الشؤون العامة الأمريكية الإسرائيلية (أيباك) هي جماعة ضغط أمريكية إسرائيلية، وصفتها جريدة نيويورك تايمز بأنها «اللوبي الأكثر تأثيرًا على العلاقات الأمريكية مع إسرائيل».[9]
- الاتحاد الطبي البريطاني، الذي تشكل خلال اجتماع ضم 50 طبيبًا في عام 1832 لمشاركة المعرفة، وأدت ممارسته للضغط السياسي إلى إصدار القانون الطبي سنة 1858 وتشكيل المجلس الطبي العام الذي يضم أطباء مسجلين ومنظمين في المملكة المتحدة حتى يومنا هذا.[10]
- حملة نزع السلاح النووي، التي أيدت الحد من انتشار الأسلحة النووية ونزع السلاح النووي من جانب واحد في المملكة المتحدة منذ عام 1957، وأصبح شعارها الآن رمز السلام الدولي.[11]
- مركز أمان السيارات، منظمة أسست في عام 1970 وتهدف إلى تقديم نصائح للمستخدمين عن سلامة وجودة السيارات في الولايات المتحدة.[12]
- التحالف المعني بسياسات المخدرات، الذي يتمثل هدفه الأساسي في إنهاء «الحرب على المخدرات» التي شنتها أمريكا.[13]
- مؤسسة الحدود الإلكترونية، هي مؤسسة غير ربحية وقانونية للدفاع عن الحقوق الرقمية ومقرها الولايات المتحدة.
- لوبي الطاقة (Energy Lobby)، مصطلح شامل يعبر عن ممثلي شركات النفط والغاز والفحم والمرافق الكهربائية الكبرى التي تحاول التأثير على السياسات الحكومية في الولايات المتحدة.
- المائدة المستديرة للخدمات المالية، هي منظمة تمثل اللوبي المصرفي.
- منظمة السلام الأخضر، هي منظمة تأسست في عام 1970 تحت اسم لجنة إيقاف التغيير المناخي (Don't Make a Wave Committee) لإيقاف تجارب الأسلحة النووية في الولايات المتحدة.[14]
- جمعية البندقية الوطنية، هي منظمة تأسست في نيويورك عام 1871 لحماية حقوق مالكي البنادق.[15]
- منظمة أوكسفام، هي منظمة تأسست في عام 1942 في المملكة المتحدة تحت اسم «لجنة أكسفورد للإغاثة من المجاعة».[16]
- جمعية بنسلفانيا للتحرير من العبودية، التي تأسست في فيلادلفيا في عام 1775 بهدف القضاء على العبودية في الولايات المتحدة.[17]
- منظمة أناس من أجل المعاملة الأخلاقية للحيوانات، هي منظمة للدفاع عن حقوق الحيوانات تركز في الأساس على معاملة الحيوانات في مزارع المصانع وفي تجارة الملابس والمختبرات والصناعة الترفيهية.[18]
- الجمعية الملكية لحماية الطيور، تأسست في مانشستر في عام 1889 للدعاية ضد «التجارة الوحشية في ريش الطيور لتصنيع قبعات النساء».[19]
- نادي سييرا، الذي تأسس عام 1892 للمساعدة في حماية سلسلة جبال سييرا نيفادا.[20]
- تحالف أوقفوا الحرب، هي منظمة تناهض الحرب على الإرهاب وتضمنت مسيرة ضمت ما بين 750 ألفًا إلى مليوني شخص في لندن في عام 2003.[21]
- جمعية المطالبات بحق اقتراع المرأة، التي سعت إلى إثبات حق المرأة في الاقتراع من خلال ممارسة الضغط المباشر والإضراب عن الطعام في الفترة من 1865 إلى 1928 في المملكة المتحدة.[22]
- جمعية قاطني الحدائق السكنية الفرعية المتحدة (ARPRA)، التي تأسست في عام 1986 لتمثيل المقيمين في الحدائق السكنية في نيوساوث ويلز، أستراليا.
- حركة مدارس الأحد، التي تأسست حوالي عام 1751 للترويج لفكرة التعليم العام في المملكة المتحدة.[23]
- التوري، الذي تأسس في عام 1678 لمقاومة قانون الإقصاء البريطاني وتطور إلى واحد من أوائل الأحزاب السياسية المعروفة الآن باسم حزب المحافظين.[24]

## الفساد والنشاط غير القانوني
في بعض الحالات، أدينت جماعات تأييد بممارسة نشاط غير قانوني. وتتضمن أبرز الأمثلة:
- فضيحة الضغط السياسي لجاك أبراموف الخاصة بالفساد والضغط السياسي الاحتيالي على شركات قمار الأمريكيين الأصليين.[25]
- اتفاق التسوية مع شركات التبغ الأمريكية الذي عقد بين النواب العامين في 46 ولاية وأكبر أربع شركات تبغ أمريكية؛ حيث وافقت على دفع 206 مليار دولار على مدى أول خمس وعشرين سنة من إبرام الاتفاق.[26]:25

## المجموعات المناهضة
يوجد عدد من جماعات التأييد المتعارضة حول بعض القضايا الخلافية، وتتوفر لديها في بعض الأحيان موارد مختلفة للغاية:
- حركة مناصرة الإجهاض (Pro-choice movement) ضد حركة أنصار الحياة (Pro-life movement) (سياسة الإجهاض في الولايات المتحدة).
- حملة تكلم (SPEAK campaign) ضد [[الجماعة المؤيدة للتجارب المعملية (Pro-Test) (التجارب على الحيوانات في المملكة المتحدة).
- جمعية السيارات (The Automobile Association) ضد جمعية المشاة (Pedestrians' Association) (الآن «شوارع نابضة بالحياة (Living Streets)» (سلامة الطريق في المملكة المتحدة منذ عام 1929).
- معهد التبغ ضد العمل بشأن التدخين والصحة (تشريعات مكافحة التدخين).
- جماعة فلاينغ ماترز (Flying Matters) ضد جماعة بلاين ستيوبيد (Plane Stupid) (سياسة الطيران في المملكة المتحدة منذ عام 2007).

## المزايا والحوافز
تتمثل النظرية العامة المتبعة في أنه ينبغي جذب الأفراد للانضمام إلى إحدى جماعات المصالح ببعض أنواع المزايا. وتشير المشكلة المعروفة باسم مشكلة الراكب الحر إلى مدى صعوبة ضم أعضاء إلى جماعة ذات اهتمامات خاصة عندما يكون من الممكن بالفعل جني الثمار دون الحاجة إلى المشاركة. على سبيل المثال، ستناضل جماعة مصالح مكرسة جهودها لتحسين معايير الزراعة من أجل الهدف العام لتحسين الزراعة لجميع المزارعين، حتى لهؤلاء الذين ليسوا أعضاء بها. وبالتالي، لا يوجد حافز حقيقي للمشاركة في جماعة المصالح ودفع الرسوم إذا كان المزارع سيحصل على الفائدة بأي حال. وتحتاج جماعات المصالح إلى الحصول على رسوم ومشاركات من أعضائها حتى تتمكن من تحقيق برنامجها. وبينما سيستفيد كل إنسان من العيش في بيئة أنظف، ففي المقابل، لا تتلقى جماعة المصالح المعنية بحماية البيئة مساعدة مالية من جميع سكان العالم.John R. Wright. Interest Groups and Congress, Lobbying, Contributions, and Influence. Longman. ص. 19–21. ISBN:0-02-430301-1. مؤرشف من الأصل في 2020-01-09. اطلع عليه بتاريخ 2010-10-16.</ref>
المزايا المالية الانتقائية هي مخصصات غالبًا ما تقدم في صورة معونات مالية. على سبيل المثال، إذا قدمت جماعة مصالح ميزة مالية لأحد أعضائها، فإنها يمكن أن تمنحها في شكل خصومات على السفر أو وجبات مجانية في مطاعم معينة أو اشتراكات مجانية في المجلات أو الصحف أو الدوريات. وتميل العديد من جماعات المصالح التجارية والمهنية إلى تقديم هذا النوع من المزايا لأعضائها. أما مزايا الاهتمامات المشتركة الانتقائية فهي نوع آخر من المزايا المقدمة لأعضاء جماعات المصالح أو الأعضاء المحتملين. وتتضمن هذه الحوافز بعض المزايا، مثل «المشاركة في نشاط جماعي وإحساس العضوية الجماعية والتوافق والمكانة الناتجة عن العضوية والمرح والمخالطة الاجتماعية والحفاظ على التمايز الاجتماعي، وغيرها». وحافز التكافل هو أحد الحوافز حيث تكون مزايا المشاركة في جماعة اجتماعية وناتجة عن فعل الانتماء.
جدير بالذكر أن الحوافز التعبيرية هي نوع أساسي آخر من الحوافز أو المزايا المقدمة لمن يصبحون أعضاء في جماعات المصالح. من المرجح أن الناس الذين انضموا إلى جماعة مصالح بسبب مزاياها التعبيرية قد انضموا ليعبروا عن قيم أيديولوجية أو أخلاقية يؤمنون بها. وبعضها يتضمن حرية التعبير أو الحقوق المدنية أو العدالة الاقتصادية أو المساواة السياسية. وللحصول على هذه المزايا، سيدفع الأعضاء ببساطة المقابل، وذلك بالتبرع بوقتهم أو أموالهم للشعور بالرضا عن طريق التعبير عن قيمة سياسية. علاوة على ذلك، لا يهم إذا حققت جماعة المصالح هدفها أم لا؛ حيث سيستطيع هؤلاء الأعضاء القول بأنهم ساعدوا في عملية محاولة تحقيق هذه الأهداف، وهذا هو الحافز التعبيري الذي حصلوا عليه من البداية. وكثيرًا ما تكون جماعات المصالح هذه التي تعتمد على المزايا أو الحوافز التعبيرية جماعات مناصرة للبيئة والجماعات التي تزعم أنها تمارس ضغطًا سياسيًا من أجل الصالح العام.
هناك بعض الاهتمامات الخاصة بالسياسات العامة التي لا تدركها أو تعالجها أي من الجماعات على الإطلاق، وتسمى هذه الاهتمامات الاهتمام الخفي.

## الرؤى النظرية
بذل الأكاديميون جهدًا كبيرًا في محاولة تصنيف كيفية عمل جماعات الضغط، وخصوصًا فيما يتعلق بوضع السياسة الحكومية.
يهيمن على المجال العديد من مدارس الفكر المختلفة:
1. النظرية التعددية: تعتمد هذه النظرية على استيعاب فكرة أن جماعات الضغط تعمل بالتنافس مع بعضها البعض ولها دور رئيسي في النظام السياسي. وتفعل ذلك من خلال العمل كعامل توازن لتركيزات القوة المفرطة.
ومع ذلك، تعكس نظرية التعددية هذه (وضعها بشكل أساسي الأكاديميون الأمريكيون) نظامًا سياسيًا أكثر انفتاحًا وتجزئةً يشبه النظام المطبق في بعض الدول، مثل الولايات المتحدة. وفي ظل النظرية التعددية الجديدة، تطور مفهوم المجتمعات السياسية الذي يشبه كثيرًا شكل الحكومة البريطانية
2. النظرية التعددية الجديدة: تعتمد هذه النظرية على مفهوم المجتمعات السياسية، من حيث إن جماعات الضغط وغيرها من الجهات المماثلة منظمة حول إدارة حكومية وشبكة جماعات العملاء. ويتعاون أعضاء هذه الشبكة معًا خلال عملية وضع السياسات.
3. هيمنة جماعات المصلحة: تحظى بعض جماعات الضغط السياسي بدعم من شركات خاصة، والتي يمكن أن يكون لها تأثير كبير على التشريعات.

## استخدام الوسائط الاجتماعية
تشير دراسة نشرت في بداية عام 2012 إلى أن جماعات التأييد ذات التوجهات السياسية والأيديولوجية المختلفة العاملة في الولايات المتحدة تستخدم الوسائط الاجتماعية في التفاعل مع المواطنين يوميًا. وقامت الدراسة بمسح 53 جماعة، والتي اكتشفت أنها تستخدم العديد من تقنيات الوسائط الاجتماعية لتحقيق أهداف سياسية ومؤسسية. وكان موقع التواصل الاجتماعي الفيس بوك اختيار جميع الجماعات ما عدا جماعة واحدة؛ وقد صرحت هذه الجماعات أنها تستخدمه في التواصل مع المواطنين. كذلك، كان تويتر منتشرًا بين جميع الجماعات ما عدا جماعتين، وقد ذكرت هذه الجماعات أنها تستخدم تويتر. ومن الوسائط الاجتماعية الأخرى المستخدمة اليوتيوب ولينكد إن وويكيس وفليكر وجومو وديجو و[[تمبلر وفورسكوير وأيدنتكا وبيكاسا وفيميو. وذكرت الدراسة، «بينما شككت بعض الجماعات في مدى قدرة الوسائط الاجتماعية على التغلب على عقبات الروابط الضعيفة والفجوات بين الأجيال، فإن الغالبية العظمى من الجماعات ترى الوسائط الاجتماعية على أنها ضرورية في أعمال التأييد المعاصرة وتثني على أهميتها في إرساء الديمقراطية».

## كتابات أخرى
- James Q. Wilson (1995). Political Organization. Princeton University Press. ISBN:0-691-04385-X.
- Sullivan، Arthur (2003). Economics: Principles in action. Upper Saddle River, New Jersey 07458: Pearson Prentice Hall. ص. 54. ISBN:0-13-063085-3. مؤرشف من الأصل في 2020-04-14. {{استشهاد بكتاب}}: الوسيط author-name-list parameters تكرر أكثر من مرة (مساعدة)صيانة الاستشهاد: مكان (link)
- David Walls, The Activist's Almanac: The Concerned Citizen's Guide to the Leading Advocacy Organizations in America (Simon & Schuster/Fireside, 1993). ISBN 0-671-74634-0